# Truly Madly Deeply - Ultra Rare Tracks
Truly Madly Deeply - Ultra Rare Tracks és una compilació de cares-B del duet australià Savage Garden. Fou llançat l'any 1998 exclusivament pel Japó.
Gràcies a l'èxit del senzill "Truly Madly Deeply" arreu del món, la discogràfica Sony va decidir fer una publicació diferent al Japó, en comptes de llançar la cançó com a senzill, va reunir-ne tres versions diferents amb un conjunt de cares B. La compilació també inclou la cançó "All Around Me", que només va aparèixer en la publicació de Savage Garden a Austràlia però no a la resta del món.

## Llista de cançons
| Núm. | Títol                                          | Durada |
| ---- | ---------------------------------------------- | ------ |
| 1.   | «Truly Madly Deeply» (versió internacional)    | 4:38   |
| 2.   | «All Around Me»                                | 4:11   |
| 3.   | «Fire Inside the Man»                          | 4:24   |
| 4.   | «I'll Bet He Was Cool»                         | 4:58   |
| 5.   | «I Want You» (Xenomania Funky Mix)             | 4:34   |
| 6.   | «Love Can Move You»                            | 4:47   |
| 7.   | «This Side of Me»                              | 4:11   |
| 8.   | «Memories Are Designed to Fade»                | 3:51   |
| 9.   | «To the Moon and Back» (Hani's Num Radio Edit) | 3:57   |
| 10.  | «Santa Monica» (Bittersweet Mix)               | 5:00   |
| 11.  | «Break Me Shake Me» (directe acústic)          | 4:18   |
| 12.  | «I Want You» (directe acústic)                 | 2:47   |
| 13.  | «Truly Madly Deeply» (Dub mix)                 | 4:37   |
| 14.  | «Truly Madly Deeply» (versió australiana)      | 4:37   |